# رنگ‌سنجی
رنگ‌سنجی (انگلیسی: Colorimetry) دانش و فناوری برای تعیین کمیت و توصیف فیزیکی ادراک رنگ در انسان است که به طیف‌سنجی نوری شباهت دارد. با این تفاوت که برخلاف طیف‌سنجی نوری، به فروکاستن طیف نوری به همبستگی فیزیکی‌اش با دیدن رنگ و مقادیر فضای رنگ سی‌آی‌ایی ۱۹۳۱ تمایل دارد.